# Miltochrista intermedia
Miltochrista intermedia là một loài bướm đêm thuộc phân họ Arctiinae, họ Erebidae.